# Apogeophilus bonariensis
Apogeophilus bonariensis är en mångfotingart som beskrevs av Filippo Silvestri 1909. Apogeophilus bonariensis ingår i släktet Apogeophilus och familjen storjordkrypare. Inga underarter finns listade i Catalogue of Life.